# Alfred D. Chandler
Alfred D. Chandler, Jr (Guyencourt, Delaware, EUA, 15 de setembro de 1918 —  Massachusetts, 9 de maio de 2007) foi um professor de Administração e História Económica na Harvard Business School.

## Carreira
Fez pesquisas exaustivas das empresas norte-americanas em actividade no período entre 1850 e 1920, que foram a base da maior parte do seu trabalho posterior e deram origem a uma nova forma de ver a gestão - a abordagem contingencial. Depois de se licenciar em Harvard, tornou-se um historiador no MIT. Mais tarde, foi professor de História na Johns Hopkins University e, a partir de 1971, professor de História Económica na Universidade de Harvard. Chandler foi o primeiro teórico a defender a criação de um plano estratégico antes da elaboração de uma estrutura organizacional, ou seja, a estratégia deve preceder a estrutura. Teorizou também o conceito de descentralização nas grandes empresas, em voga nos anos 1960 e 70, defendendo que a vantagem das empresas multidivisionais era o facto de estas permitirem que os executivos de topo deixassem de ser os únicos responsáveis pelo destino de uma empresa e passassem a ter responsabilidades mais rotineiras, ganhando tempo para se dedicarem a outras tarefas e passando a assumir o compromisso de um planeamento a longo prazo. Defendeu também a necessidade de coordenar o planeamento estratégico das sedes com as políticas das unidades de negócio. Chandler estudou meticulosamente o surgimento de estruturas organizacionais mais elaboradas em seu livro The Visible Hand.
Recebeu o Prémio Pulitzer de História em 1978 por The Visible Hand: The Managerial Revolution in American Business.
Chandler faleceu em Massachusetts aos 88 anos de idade.

## Publicações
- Chandler, Alfred D. "The beginnings of 'big business' in American industry" Business History Review 33#1 (1959): 1-31.
- Chandler, Alfred D. Jr., 1962/1998, Strategy and Structure: Chapters in the History of the American Industrial Enterprise (MIT Press).
- Chandler, Alfred D. Jr. ed. 1964, Giant Enterprise: Ford, General Motors, and the Automobile Industry. Sources and Readings (Harcourt, Brace & World).
- Chandler, Alfred D. "The railroads: pioneers in modern corporate management" Business History Review 39#1 (1965): 16-40. in JSTOR
- Chandler, Alfred D. "Anthracite coal and the beginnings of the industrial revolution in the United States" Business History Review 46#2 (1972): 141-181.
- Chandler, Alfred D. Jr. 1977, The Visible Hand: The Managerial Revolution in American Business (The Belknap Press of Harvard University Press).
- Chandler, Alfred D. Jr. and Herman Daems, eds. 1980, Managerial Hierarchies: Comparative Perspectives on the Rise of the Modern Industrial Enterprise (Harvard University Press).
- Chandler, Alfred D. "The emergence of managerial capitalism" Business History Review 58#4 (1984): 473-503.
- Chandler, Alfred D. Jr. and Richard S. Tedlow, eds. 1985, The Coming of Managerial Capitalism: A Casebook on the History of American Economic Institutions (R. D. Irwin).
- Chandler, Alfred D. Jr. 1990, Scale and Scope: The Dynamics of Industrial Capitalism (The Belknap Press of Harvard University Press).
- Chandler, Alfred D. "What is a firm?: A historical perspective" European Economic Review 36#2 (1992): 483-492.
- Chandler, Alfred D. Jr. and James W. Cortada, eds. 2000, A Nation Transformed by Information: How Information Has Shaped the United States from Colonial Times to the Present (Oxford University Press).
- Chandler, Alfred D. Jr. 2001, Inventing the Electronic Century: The Epic Story of the Consumer Electronics and Computer Industries (Harvard University Press).
- Chandler, Alfred D. Jr. 2005, Shaping the Industrial Century: The Remarkable Story of the Evolution of the Modern Chemical and Pharmaceutical Industries (Harvard University Press).
- Chandler, Alfred Dupont Jr. 1988, The Essential Alfred Chandler: Essays Toward a Historical Theory of Big Business Thomas K. McCraw, ed. (Harvard Business School Press).